# Qiu Sen
Qiu Sen (chiń. 邱森. ur. 26 stycznia 1982 w Pei) – chiński narciarz, specjalista narciarstwa dowolnego. Najlepszy wynik na mistrzostwach świata osiągnął podczas mistrzostw w Deer Valley, gdzie zajął 11. miejsce w skokach akrobatycznych. Jego najlepszym wynikiem olimpijskim jest również 11. miejsce w tej samej konkurencji na igrzyskach olimpijskich w Turynie. Najlepsze wyniki w Pucharze Świata osiągnął w sezonie 2006/2007, kiedy to zajął 10. miejsce w klasyfikacji generalnej, a w klasyfikacji skoków akrobatycznych był czwarty.

## Sukcesy

### Igrzyska olimpijskie
| Miejsce | Dzień     | Rok  | Miejscowość    | Konkurencja        | Zwycięzca    |
| ------- | --------- | ---- | -------------- | ------------------ | ------------ |
| 18.     | 19 lutego | 2002 | Salt Lake City | Skoki akrobatyczne | Aleš Valenta |
| 11.     | 23 lutego | 2006 | Turyn          | Skoki akrobatyczne | Han Xiaopeng |

### Mistrzostwa świata
| Miejsce | Dzień       | Rok  | Miejscowość          | Konkurencja        | Zwycięzca        |
| ------- | ----------- | ---- | -------------------- | ------------------ | ---------------- |
| 24.     | 20 stycznia | 2001 | Whistler             | Skoki akrobatyczne | Alaksiej Hryszyn |
| 11.     | 1 lutego    | 2003 | Deer Valley          | Skoki akrobatyczne | Dmitrij Archipow |
| 24.     | 18 marca    | 2005 | Ruka                 | Skoki akrobatyczne | Steve Omischl    |
| 16.     | 10 marca    | 2007 | Madonna di Campiglio | Skoki akrobatyczne | Han Xiaopeng     |

#### Miejsca w klasyfikacji generalnej
- 2001/2002 – 43.
- 2002/2003 – 16.
- 2003/2004 – 35.
- 2004/2005 – 18.
- 2005/2006 – 32.
- 2006/2007 – 10.

#### Miejsca na podium
1. Harbin – 14 lutego 2004 (Skoki akrobatyczne) – 3. miejsce
2. Harbin – 15 lutego 2004 (Skoki akrobatyczne) – 3. miejsce
3. Changchun – 12 lutego 2005 (Skoki akrobatyczne) – 1. miejsce
4. Deer Valley – 11 stycznia 2007 (Skoki akrobatyczne) – 3. miejsce

- W sumie 1 zwycięstwo i 3 trzecie miejsca.